# Сбіха
Сбіха (араб. السبيخة) — місто в Тунісі. Входить до складу вілаєту Кайруан. Станом на 2004 рік тут проживало 6 776 осіб.